# Liao Qiuyun
Liao Qiuyun (en chino: 廖秋云; Yongzhou, 13 de julio de 1995) es una deportista china que compite en halterofilia.
Participó en los Juegos Olímpicos de Tokio 2020, obteniendo una medalla de plata en la categoría de 55 kg. Ganó una medalla de oro en el Campeonato Mundial de Halterofilia de 2019, en la misma categoría.

## Palmarés internacional
| Juegos Olímpicos   | Juegos Olímpicos    | Juegos Olímpicos | Juegos Olímpicos |
| Año                | Lugar               | Medalla          | Categoría        |
| ------------------ | ------------------- | ---------------- | ---------------- |
| 2020               | Tokio (Japón)       | Medalla de plata | 55 kg            |
| Campeonato Mundial |                     |                  |                  |
| Año                | Lugar               | Medalla          | Categoría        |
| 2019               | Pattaya (Tailandia) | Medalla de oro   | 55 kg            |